# Urocystis asphodeli
Urocystis asphodeli är en svampart som först beskrevs av Massenot, och fick sitt nu gällande namn av Vánky 1990. Urocystis asphodeli ingår i släktet Urocystis och familjen Urocystidaceae.   Inga underarter finns listade i Catalogue of Life.